# 拉塞尼艾區
拉塞尼艾區是立陶宛考那斯縣内的市镇，行政中心为拉塞尼艾。市镇面積为1,573平方公里，2020年人口数量为31,225人。